# هيروتاكا سوغاوارا
هيروتاكا سوغاوارا (باليابانية: 菅原寛孝) (و. 1938 – م) هو فيزيائي من اليابان . ولد في مياغي (محافظة) .

## التعليم
تعلم في جامعة طوكيو